# Live at the Ventura Theater
Live at the Ventura Theater è un DVD dei Something Corporate pubblicato nel 2004

## Tracce
1. Hurricane – 4:25
2. 21 And Invincible – 3:12
3. As You Sleep – 3:22
4. I Woke Up In A Car – 4:50
5. If I Die – 4:50
6. Me And The Moon – 4:01
7. I Kissed A Drunk Girl – 5:02
8. Only Ashes – 3:43
9. Ruthless – 3:52
10. Fall – 4:15
11. Down – 3:45
12. Wait – 4:28
13. Walking By – 4:50
14. Konstantine – 9:37
15. Space – 6:24
16. If U C Jordan – 2:20
17. Punk Rock Princess – 7:14
18. Behind The Scenes - Making Of Live At Ventura Theater – 20:00
19. Hurricane - Photo Gallery – 4:25

## Formazione
- Andrew McMahon - voce, piano
- Josh Partington - chitarra solista
- Clutch - basso
- Brian Ireland - batteria